# Isla de Beiro
La Isla de Beiro (Illa de Beiro) es una isla española de la provincia de Pontevedra (Galicia), a medio camino entre la isla de La Toja y la costa del municipio de Cambados.

## Descripción
Tiene seis hectáreas de superficie y es totalmente llana, y baja, con una playa en su costa norte y roquedal hacia el sur y oeste. La cubre vegetación halófila y cuando las mareas son bajas puede llegar a quintuplicar su tamaño. Se encuentra situada dentro del área protegida Complejo Intermareal Umia-Grove-Lanzada.
- Datos: Q9009738